# 3471 Amelin
3471 Amelin је астероид главног астероидног појаса. Приближан пречник астероида је 29,60 ,
а средња удаљеност астероида од Сунца износи 3,188 астрономских јединица (АЈ).
Инклинација (нагиб) орбите у односу на раван еклиптике је 15,384 степени, а орбитални период износи 2079,619 дана (5,693 година). Ексцентрицитет орбите астероида износи 0,056.
Апсолутна магнитуда астероида износи 11,30 а геометријски албедо 0,060.
Астероид је откривен 21. августа 1977. године.